# Zelotes pseustes
Zelotes pseustes är en spindelart som beskrevs av Ralph Vary Chamberlin 1922. Zelotes pseustes ingår i släktet Zelotes och familjen plattbuksspindlar. Inga underarter finns listade i Catalogue of Life.